# Ego Veículos
Ego Veículos Ltda. war ein brasilianischer Hersteller von Automobilen.

## Unternehmensgeschichte
Vanildo Lima Marcelo gründete 1987 das Unternehmen in Fortaleza. Im gleichen Jahr begann die Produktion von Automobilen. Der Markenname lautete Ego. 1989 übernahm Fibravan einen Teil der Produktion. Mitte der 1990er Jahre endete die Produktion.

## Fahrzeuge
Das Modell Cumbuco war ein VW-Buggy, den vorher Socio Vanildo Lima Marcelo herstellte. Die Basis bildete ein Fahrgestell von Volkswagen do Brasil mit Heckmotor. Darauf wurde eine offene Karosserie montiert. Die vorderen Scheinwerfer stammten vom Chevrolet Opala.
Außerdem fertigte das Unternehmen einige Pick-ups mit Doppelkabine auf der Basis des VW Brasília.